# Diplazium decompositum
Diplazium decompositum är en majbräkenväxtart som först beskrevs av Edwin Bingham Copeland och som fick sitt nu gällande namn av Barbara S. Parris.
Diplazium decompositum ingår i släktet Diplazium och familjen Athyriaceae. Inga underarter finns listade i Catalogue of Life.